# Бепе Грило
Джузепе Пиеро Грило (на италиански: Giuseppe Piero Grillo) е италиански актьор и политик, основал партията Движение „5 звезди“.

## Биография
Той е роден на 21 юли 1948 година в Генуа. Завършва счетоводство, но от средата на 70-те години започва да работи като комедиен актьор в различни телевизионни предавания. Популярността му нараства и в средата на 80-те вече води собствено предаване, като се ориентира все повече към политическа сатира. През 90-те години работи повече в различни театри. През 2009 година основава партията Движение „5 звезди“, която заема социаллиберални позиции и има неочакван успех в няколко избори на провинциално ниво.